# Jean Roy (abbé)
Pour les articles homonymes, voir Jean Roy.
Jean Roy, né à Nantes le 29 octobre 1921 et mort à Rome le 23 septembre 1977, est un prêtre et moine bénédictin français. Deuxième père abbé de l'abbaye Notre-Dame de Fontgombault, dans l'Indre. Il occupe cette charge de 1962 à 1977.

## Biographie
Neveu de l'architecte René Ménard, Jean Roy entre à l'abbaye Saint-Pierre de Solesmes en 1938. Après y avoir fait profession, il est ordonné prêtre en 1946. Il rejoint la fondation de Fontgombault en 1954, dont il devient le deuxième abbé à la suite de Dom Édouard Roux.
Il fonde Randol en 1971, à la demande de l'évêque de Clermont, Pierre de La Chanonie, demande faite en 1963. 
Jean Roy avait senti l'impasse du séparatisme dans laquelle s'engageait son ami Marcel Lefebvre, et choisit d'adopter le missel de Paul VI pour l'abbaye de Fontgombault, à partir de 1974,.